# Martin Šarić
Martin Šarić (Buenos Aires, 18. kolovoza 1979.), argentinski je nogometaš hrvatskog podrijetla. 
Mlađi je brat tragično preminule velike nade argentinskog nogometa Mirka Šarića.
Igrao je za hrvatske klubove NK Zagreb i HNK Rijeku. Prije završetka karijere igrao je za paragvajski "Sportivo Luqueño".

## Vanjske poveznice
- MLS  Arhivirana inačica izvorne stranice od 25. rujna 2010. (Wayback Machine) Profil
- romaniansoccer.ro Profil
- transfermarkt.de  Arhivirana inačica izvorne stranice od 2. studenoga 2012. (Wayback Machine)
- argentinesoccer.com  Arhivirana inačica izvorne stranice od 27. rujna 2011. (Wayback Machine) Profil